# Vestdijk (straat)

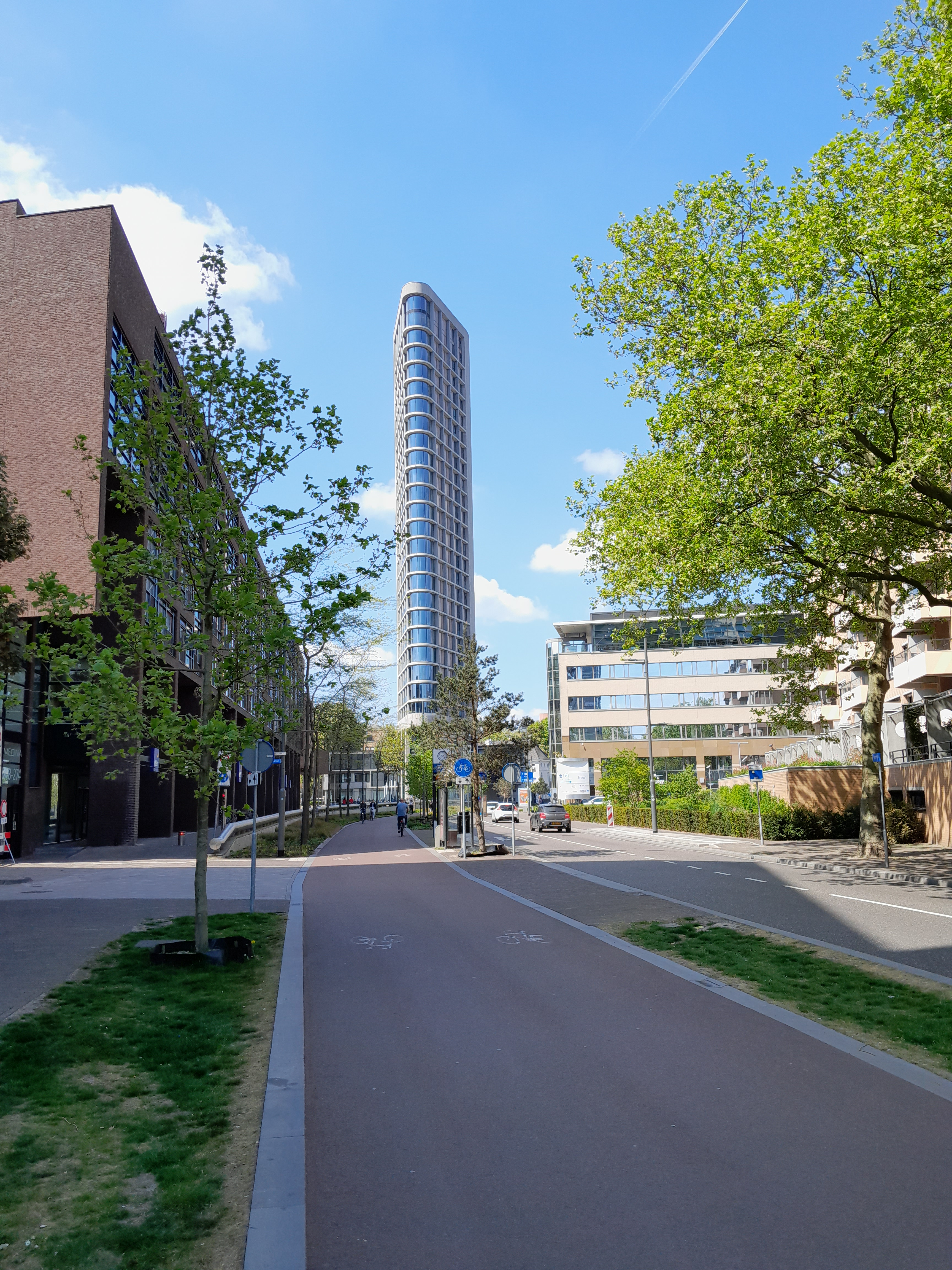
De Vestdijk gezien vanuit het zuiden, met op de achtergrond de Vestedatoren

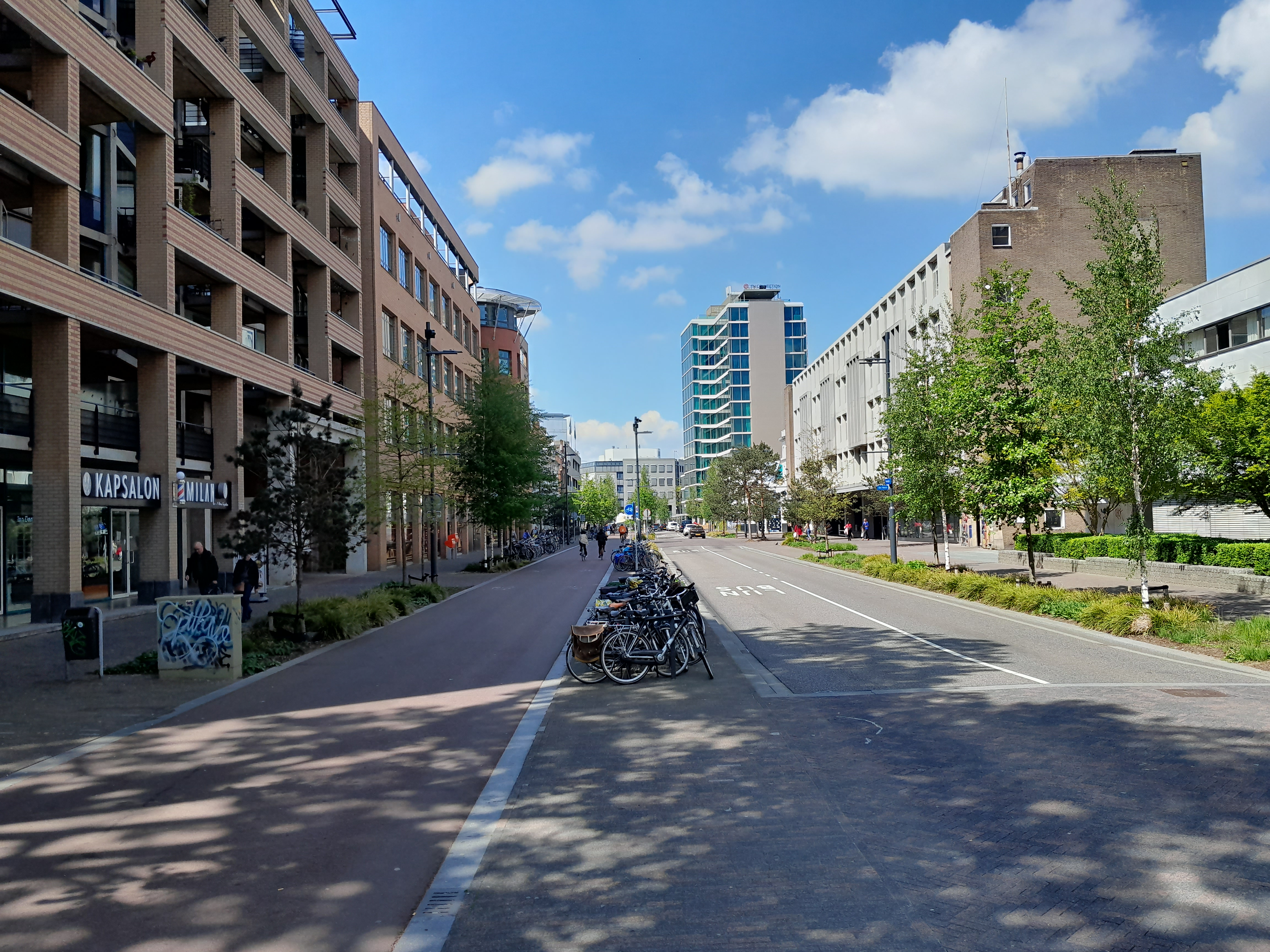
Links Heuvel Eindhoven, rechts Pullman Eindhoven Cocagne en op de achtergrond de Groene Toren

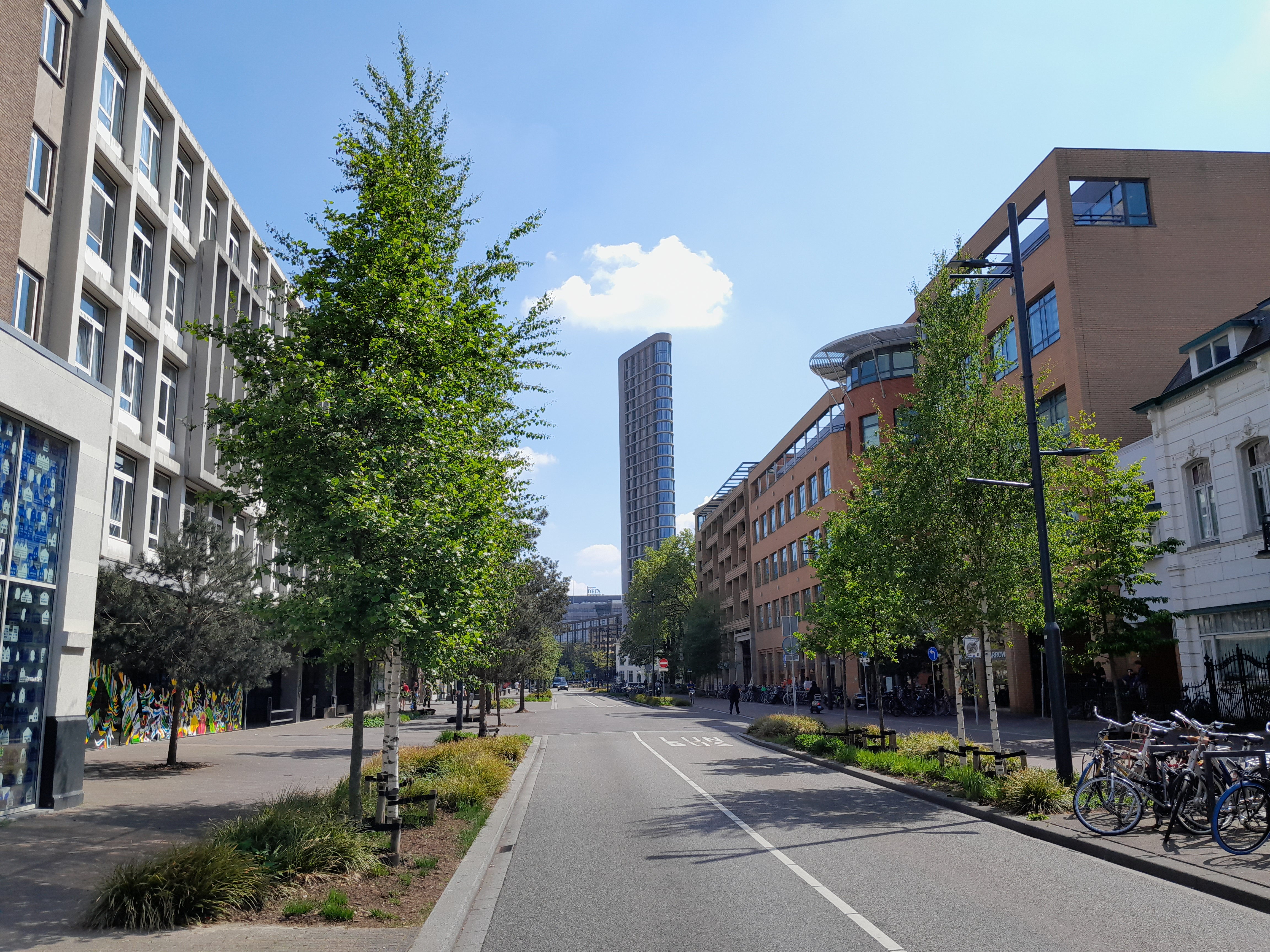
De Vestdijk met op de achtergrond de Vestedatoren

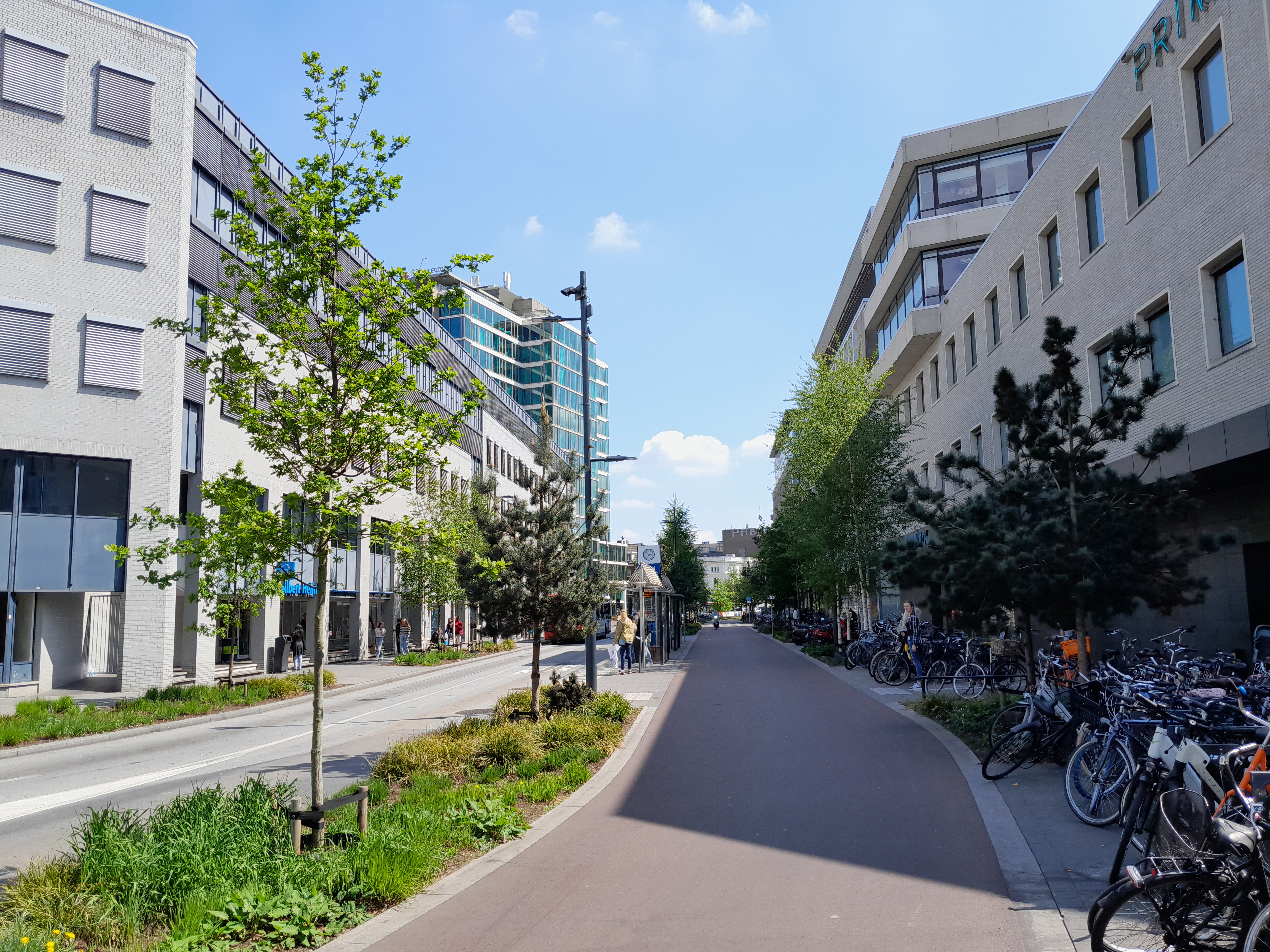
De Vestdijk gezien vanuit het noorden

De Vestdijk is een weg die door het centrum van Eindhoven loopt. De weg is aangelegd op de plek waar vroeger een van de stadsgrachten rondom Eindhoven lag.

## Geschiedenis
Toen Eindhoven in 1232 stadsrechten kreeg, kon er geld worden verdiend waarmee een vesting gemaakt kon worden van de stad. In 1340 is de stad uiteindelijk ook een stadsvest en krijgt het een stadsomwalling, waarbij in 1389 de vestingwerken verstevigd werden. In de 16e eeuw had de stad een flinke versteviging, welke bestond uit een gracht (de Vest genaamd), aarde wallen, drie stenen stadspoorten en het Kasteel van Eindhoven, dat tussen 1413 en 1420 werd gebouwd. Tijdens de Tachtigjarige Oorlog werd in 1583 de versteviging afgebroken door de Spanjaarden, zodat de stad niet meer verdedigd kon worden wanneer overgenomen. De grachten rondom de stad bleven hierbij bestaan. Aan de buitenzijde van de gracht ontstonden dijken met wegen erop. Aan de oostkant van de stad ontstond zo de weg die de Dijk werd genoemd. Deze dijk diende, net zoals de Kloosterdijk (nu Ten Hagestraat), als weg naar de motte Ten Hage waar nu Mariënhage is gevestigd. Nadat het kasteel in 1676 werd afgebroken, werd in 1829 op de fundering van het kasteel Villa Ravensdonck gebouwd. Vanaf deze tijd zijn er meerdere villa's aan de Dijk gebouwd, welke (als de Vest in de weg lag) werden verbonden met de weg door middel van bruggetjes. Het pad op de dijk was ondertussen verbreed en de Vest zelf was gedeeltelijk gedempt. Op de plek waar vroeger de gracht lag, was nu een doorgaande weg en een smalle sloot aangelegd. Deze sloot was het laatste zichtbare van de oude gracht. Het huidige verlengde van de Vestdijk (nu huisnummers boven de 50) bestond in 1917 nog niet. De Dijk liep dood op de Ten Hagestraat. Er werd in spreektaal ook wel gesproken over de Korte(n) Dijk (het noordelijke stuk tot de Nieuwstraat) en de Lange(n) Dijk of Groote Dijk (tussen Nieuwstraat en Ten Hagestraat), maar in het adresboek van 1917 heet alles slechts Dijk. Sinds 1920 wordt de straat in Eindhoven Vestdijk genoemd.

## Herinrichting
Onderzoek uit 2018 wees uit dat op de Vestdijk niet werd voldaan aan de strikte Europese normen die gelden voor de luchtkwaliteit. De enige manier om de luchtkwaliteit in de directe omgeving voldoende te verbeteren, zou het drastisch terugdringen van het autoverkeer zijn. In 2019 is de stadsboulevard daarom ingrijpend heringericht en kreeg het een groen karakter met veel meer ruimte voor voetgangers en fietsers, een busbaan en een enkele, verkeersluwere rijbaan. Bij het herinrichten is gekozen voor een klimaatadaptieve inrichting. Er is meer ruimte voor groen en tegen hittestress zijn materialen met een lichter oppervlak gekozen. Ook de Hertogstraat en Kanaalstraat ondergingen eenzelfde metamorfose.

## Opgravingen
Tijdens de graafwerkzaamheden zijn verschillende archeologische vondsten gedaan in de Vestdijk. Naast vele kleinere objecten, werden een bakstenen grachtmuur en een houten versteviging van de oude gracht gevonden. Tijdens het omleggen van kabels aan de Vestdijk kwamen de zware bakstenen funderingen van een ronde toren bloot te liggen, dat wordt gezien als de toegangstoren naar het Kasteel van Eindhoven. Aan de Vestdijk zijn fundamenten van twee vroegere bruggen ontdekt. Zo lag er tussen de Vestedatoren en het gebouw van DLL eeuwenlang een grote houten brug die de oevers van de stadsgracht met elkaar verbond. Verder zijn in de vulling van de stadsgracht veel oeverbeschoeiingen gevonden. Zuidelijk van de Vestedatoren, op de oevers van de stadsgracht, zijn resten van een leerlooierij gevonden. Het ging om grote tonnen en een tiental grotere kisten. Daarin werden huiden gelooid met gemalen eikenschors.
18 Septemberplein ·
Berenkuil ·
Boschdijk ·
Demer ·
Dommelstraat ·
Emmasingel ·
John F. Kennedylaan ·
Keizersgracht ·
Markt ·
Mathildelaan ·
Oude Stadsgracht ·
Stationsplein ·
Stratumsedijk ·
Stratumseind ·
Vestdijk ·
Wal ·
Wilhelminaplein